# Alexandra Branicka

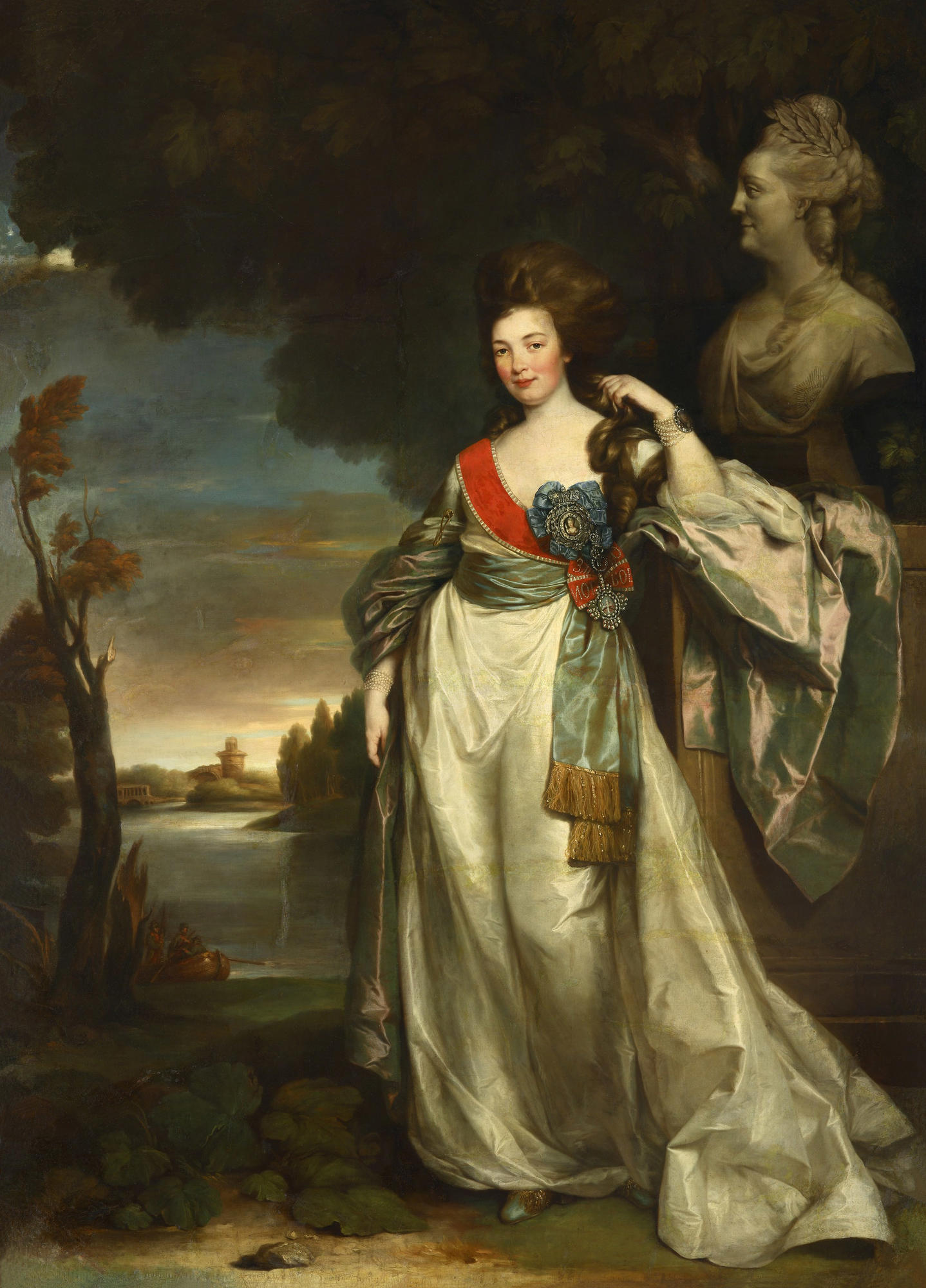
Alexandra Branicka

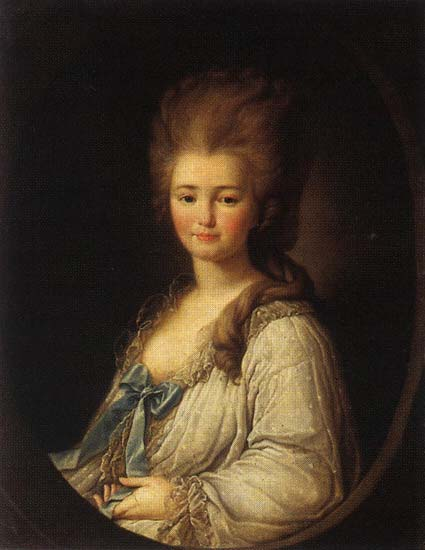
Alexandra Branicka

Alexandra Branicka, auch Alexandra Wassiljewna Branizkaja bzw. Alexandra von Engelhardt (russisch Александра Васильевна Браницкая) (* 1754 in Sankt Petersburg; † 15. September 1838 in Bila Zerkwa), war eine russische Adlige, Kammerzofe und persönliche Hofdame der russischen Zarin Katharina II. Sie war die Nichte des Fürsten Grigori Alexandrowitsch Potjomkin.

## Leben
Alexandra Branicka stammte aus dem deutsch-baltischen Adelsgeschlecht Engelhardt und war die Tochter des Rittmeisters Wassili von Engelhardt (1735–1794) und der Yelena Marfa geb. Potemkina (1725–1775), Schwester des Fürsten Grigori Alexandrowitsch Potjomkin. Ihr Onkel war der Liebhaber der russischen Zarin Katharina II. Zusammen mit ihren vier Schwestern traf sie 1775 in Sankt Petersburg ein. Mit einundzwanzig Jahren wurde Alexandra Branicka die persönliche Hofdame und Vertraute von Katharina II. und nahm erheblichen Einfluss am Hof. Ihr Bruder war der Offizier Wassili Wassiljewitsch Engelhardt. Ihre Schwester Tatjana war ebenfalls Hofdame Katharinas II.
Alexandra Branicka begann mit ihrem Onkel ein Liebesverhältnis und hatte 1779 wesentliche Beteiligung an dem Sturz von Katharinas Günstlingen Iwan Nikolajewitsch Rimski-Korsakow und Praskowja Bruce. Die Zarin schenkte ihrer Favoritin den Moika-Palast in Sankt Petersburg, den sie zuvor von den Erben des Grafen Andrei Petrowitsch Schuwalow gekauft hatte. 1781 heiratete Alexandra den 50-jährigen Generaladjutanten und Großhetman der polnischen Krone Franciszek Ksawery Branicki (1731–1819). Seit dem 20. März 1787 trug Alexandra Branicka, vermählte Kronfeldherrin in Polen den Titel einer kaiserlichen Staatsdame.
Am 16. Oktober 1791 starb Grigori Alexandrowitsch Potjomkin auf dem Weg von Jassy nach Nikolajew in den Armen seiner Lieblingsnichte. Nach dem Tode Katharinas verbannte sie Zar Paul I. vom Hof, worauf sie sie sich auf ihr Landgut in Polen zurückzog. 1824 rehabilitierte sie Zar Nikolaus I. und verlieh ihr den Titel einer Obersthofmeisterin. Zuletzt stiftete sie Geld für Schulen und hinterließ testamentarisch eine hohe Geldsumme für das Wohl ihrer früheren Leibeigenen. Alexandra Branicka starb am 15. September 1838 in Bila Zerkwa und liegt in der dortigen Verklärungskathedrale begraben.

## Nachkommen
- Jekaterina Branicka (1782–1820); I.⚭ Konstantin Sanguszko, II.⚭ Stanisław Potocki
- Alexander Branicki (1783–1798)
- Wladislaw Grzegorz Branicki (1783–1798); ⚭ Rose Stanislawowna Potocka
- Zofia Branicka (1790–1879); ⚭ Artur Potocki
- Jelisaweta Branicka (1792–1880); ⚭ Michail Semjonowitsch Woronzow

## Auszeichnungen
- Russischer Orden der Heiligen Katharina